# Aremarks kommun
Aremarks kommun (norska: Aremark kommune) är en kommun i Østfold fylke i sydöstra Norge. Byn Fossby utgör kommunens centralort. Kommunen gränsar mot Haldens kommun i sydväst, Rakkestads kommun i nordväst, Markers kommun i norr samt Årjängs och Dals-Eds kommuner i Sverige i öster.

## Etymologi
Folketymologin kopplar namnet till en av två systrar Ida och Ara, som byggde varsitt hus i gränsskogarna. Förmodligen har namnet tillkommit från hopkoppling av namnet på sjön Are och mark, som betyder skog. [källa behövs]

## Administrativ historik
Aremarks kommun bildades på 1830-talet, samtidigt med flertalet andra norska kommuner.
1903 delades Aremarks kommun och Øymarks kommun bildades.

## Natur
Aremarks kommun är en utpräglad skogsbygd. Berggrunden består huvudsakligen av gnejs med stråkriktning nord–syd. Detta har varit bestämmande för landskapet, som präglas av nord–sydgående smådalar. Haldenvassdraget rinner genom kommunen och praktiskt taget hela kommunen har avrinning dit. Ett undantag är Stora Le på gränsen mot Sverige i nordöst. Haldenvassdraget bildar Aremarksjøen och Asperen i kommunen.

## Klimat
| Normaler för Strømfoss (110 m ö.h.) | Jan  | Feb  | Mar  | Apr | Maj | Jun  | Jul  | Aug  | Sep  | Okt | Nov | Dec  | År  |
| ----------------------------------- | ---- | ---- | ---- | --- | --- | ---- | ---- | ---- | ---- | --- | --- | ---- | --- |
| Normaltemperatur (°C)               | −5,5 | −5,0 | −1,5 | 3,5 | 9,7 | 14,2 | 15,6 | 14,4 | 10,0 | 6,0 | 1,0 | −3,5 | 4,9 |
| Nederbörd (mm)                      | 61   | 46   | 53   | 44  | 59  | 73   | 80   | 95   | 102  | 108 | 94  | 65   | 884 |

## Tätorter
I Aremarks kommun finns inga tätorter.

## Socknar
Inom Norska kyrkan motsvaras Aremarks kommun av Aremarks socken i Østre Borgesyssels prosteri i Borgs stift.